# Paolo Dal Molin
Pour les articles homonymes, voir Molin.
Paolo Dal Molin (né le 31 juillet 1987 à Yaoundé au Cameroun) est un athlète italien, spécialiste du 110 mètres haies.

## Biographie
Il est né au Cameroun, de mère italienne (de Belluno) et de père camerounais, et a vécu ensuite en Italie, à Occimiano. Depuis 2012, il vit en Allemagne, à Sarrebruck.
Il court en 13 s 54 lors du meeting de Zeulenroda où il égale son 2e meilleur temps.

### Palmarès
| Date | Compétition                    | Lieu     | Résultat | Épreuve    | Performance |
| ---- | ------------------------------ | -------- | -------- | ---------- | ----------- |
| 2013 | Championnats d'Europe en salle | Göteborg | 2e       | 60 m haies | 7 s 51      |
| 2021 | Championnats d'Europe en salle | Toruń    | 3e       | 60 m haies | 7 s 56      |

## Records
| Épreuve     | Temps       | Lieu     | Date          |
| ----------- | ----------- | -------- | ------------- |
| 60 m haies  | 7 s 51 (NR) | Göteborg | 1er mars 2013 |
| 110 m haies | 13 s 40     | Berlin   | 9 août 2018   |